# Mioacris robusta
Mioacris robusta är en insektsart som beskrevs av Max Beier 1954. Mioacris robusta ingår i släktet Mioacris och familjen vårtbitare. Inga underarter finns listade i Catalogue of Life.